# 설의식
설의식(薛義植, 1900년 ~ 1954년)은 한국의 언론인이자 평론가였다. 동아일보의 기자와 편집국장으로 일했다. 1945년 일제 강점기로부터 해방 이후 동아일보가 다시 복간되면서 부사장으로 취임했다. 1947년 새한민보을 창립하면서 사장을 역임했다. 호는 소오(小悟)이다.